# 清水公園站
清水公園站（日语：／ Shimizu-kōen eki */?）位於日本千葉縣野田市清水公園東一丁目，是東武鐵道野田線（東武都市公園線）的鐵路車站。車站編號是TD 15。

## 車站結構
側式月台1面1線與島式月台1面2線（大宮方向、船橋方向），合計2面3線的地面車站（其中1線已停止使用）。

### 月台配置
| 月台 | 路線           | 方向     | 目的地                 |
| ---- | -------------- | -------- | ---------------------- |
| 1    | 東武都市公園線 | 上行     | 春日部、岩槻、大宮方向 |
| 2    | 東武都市公園線 | 下行     | 野田市、柏、船橋方向   |
| 3    | 使用停止       | 使用停止 | 使用停止               |

1號月台曾於2015年5月24日停用，2021年3月28日隨著清水公園站至梅鄉站間鐵路立體化工程完工後再次啟用，同時停用3號月台。

## 使用情況
2016年度1日平均上下車人次為4,835人。
近年1日平均上下、上車人次推移如下表。
| 年度               | 1日平均 上下車人次 | 1日平均 上車人次 |
| ------------------ | ------------------ | ---------------- |
| 2001年（平成13年） |                    | 1,812            |
| 2002年（平成14年） |                    | 1,751            |
| 2003年（平成15年） |                    | 1,792            |
| 2004年（平成16年） |                    | 1,783            |
| 2005年（平成17年） | 3,485              | 1,815            |
| 2006年（平成18年） | 3,529              | 1,815            |
| 2007年（平成19年） | 3,533              | 1,818            |
| 2008年（平成20年） | 3,661              | 1,860            |
| 2009年（平成21年） | 3,841              | 1,951            |
| 2010年（平成22年） | 3,892              | 1,972            |
| 2011年（平成23年） | 3,871              | 1,961            |
| 2012年（平成24年） | 4,102              |                  |
| 2013年（平成25年） | 4,085              |                  |
| 2014年（平成26年） | 4,208              |                  |
| 2015年（平成27年） | 4,507              |                  |
| 2016年（平成28年） | 4,835              |                  |

## 相鄰車站
東武鐵道
 東武都市公園線
- ■特急「都市公園Liner」停靠站

■急行、■普通
七光台（TD 14）－清水公園（TD 15）－愛宕（TD 16）

## 外部連結
- 清水公園（車站資訊） - 東武鐵道